# University of California Old Style
University of California Old Style é uma fonte com serifa, criada por Frederic Goudy para a University of California Press de 1936 a 198. É uma das fontes serifadas mais populares de Goudy.
A Universidade da Califórnia é uma fonte serif "antiquada", inspirada nos estilos de impressão populares antes do final do século XVIII. Goudy descreveu-o como particularmente inspirado pelo 'Fell Types', uma coleção de fontes de 1670 usada pela Oxford University Press, enquanto outros detalhes, como o traço inclinado do 'e', lembram o que agora é chamado de estilo 'veneziano'. design de tipo de letra, usado por impressoras como Nicolas Jenson até a década de 1490. Destinado à impressão de livros finos, o design tem uma delicada graça e traços que alternam entre grosso e fino. Goudy forneceu um conjunto de letras maiúsculas como alternativas ao itálico.
Como muitas outras famílias de Goudy, ele foi relançado e disponibilizado geralmente após sua morte, sob uma variedade de nomes (geralmente mais curtos). Embora não seja mais a fonte corporativa da University of California Press, ela mantém uma forte popularidade na academia e é usada como fonte corporativa por várias universidades.

## Criação
Goudy usou a fonte para definir seu livro Typologia (1940), que foi impresso pela University of California Press na nova fonte, e descreve sua inspiração no capítulo The Story of a Type. Ela foi finalizada pouco antes de um incêndio que destruiu a oficina de Goudy, a máquina de gravura e os desenhos de plantas, e ele observou em seu livro que teve sorte de ter enviado os trabalhos terminados para o Monotype para usar como base para perfurar sua composição de metal quente sistema, permitindo que algumas letras sejam redesenhadas a partir de padrões.
Goudy criou o design a partir de uma posição de grande destaque como um dos designers de tipos de letra mais populares da primeira metade do século XX, e quase exclusivamente para os fundadores de tipos do período como um artesão independente, não empregado por nenhuma empresa e livre para perseguir seus próprios projetos. No entanto, os gostos estavam mudando de seu trabalho, mesmo no momento em que ele foi contratado pela University Press. As tendências contemporâneas em design gráfico afastaram o amor de Goudy por fontes serifadas quentes, orgânicas e arredondadas, a favor de designs mais nítidos, como fontes geométricas sans-serifadas nítidas e serifas mais fortes e mais robustas, como o Times New Roman da Monotype. Das suas mais de cem fontes projetadas (contando fontes regulares ou romanas e itálico separadamente), seria sua última—mas duas, criação do romano e itálico. Goudy tinha grandes ambições para o seu design e escreveu para a Califórnia que "estou tentando torná-la uma obra magnum e talvez o esforço esteja impedindo um progresso mais rápido – talvez as obras magnum não sejam feitas tão conscientemente".
Walter Tracy, em seu livro Letters of Credit, não se impressionou com o design, comentando "o design não é particularmente notável, mas é agradável o suficiente ler em 12 pontos ou menos... nos tamanhos maiores, algumas peculiaridades se mostram: C, E, F e T parecem inacabados, o 's' é muito leve [...]"

## Nomeação
Por um nome, Goudy preferiu 'Berkeley' após a localização da imprensa, que, ele achava mais 'aristocrática' do que a proposta alternativa de 'Californiano'. No entanto, Samuel Farquhar, gerente da University Press, solicitou uma mudança de nome para evitar associar seu nome a apenas um dos campi do sistema universitário. Ambas as alternativas propostas seriam usadas posteriormente pelos relançamentos.

## Uso público
Depois que o tipo original foi encomendado para uso privado, a 'California' foi lançada publicamente por diferentes empresas, primeiro em 1958, pela Lanston Monotype como 'Californian' e depois com o nome de 'Berkeley Old Style' pela ITC. Ambas as versões foram digitalizadas.

## Digitalizações
Nas versões digitais, a ITC lançou o Berkeley Old Style sob seu nome preexistente. As versões digitais também foram publicadas como 'californianas' pelo Font Bureau (incluído em algumas versões do Microsoft Office e pelo LTC (em diferentes digitalizações) e por Richard Beatty sob o nome de 'University Old Style'. A maioria dessas versões adicionou um tipo de negrito, que Goudy não criou. O Font Bureau adicionou um tamanho óptico mais delicado para o uso da tela.

## Uso acadêmico
Embora não seja mais a fonte corporativa da University of California Press ou System, a fonte de Goudy permanece popular no uso acadêmico. A partir de 2016, continua sendo a fonte corporativa da UC Davis, Universidade de San Diego e Iowa State University; também é usado na marca da palavra UC Berkeley.